# Conn Findlay
Conrad Francis Findlay  (Stockton, 24 april 1930 - 8 april 2021) was een Amerikaans roeier en zeiler. Findlay won tweemaal olympisch goud in de twee-met-stuurman in 1956 en 1964 en olympisch brons tijdens de Olympische Zomerspelen 1960. Als zeiler nam Findlay deel aan de Olympische Zomerspelen 1976 en won de bronzen medaille in de tempest. 

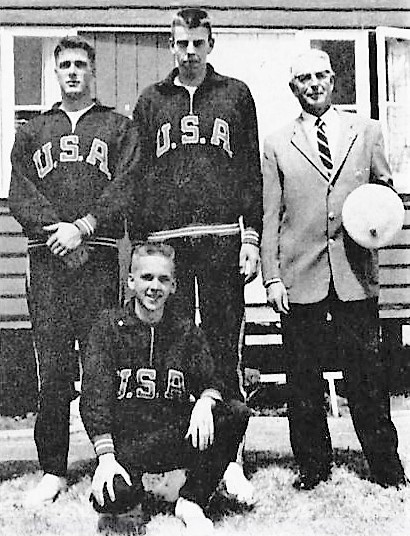
De Olympisch kampioenen twee met stuurman op de Olympische Zomerspelen 1956. Staand van links naar rechts Arthur Ayrault, Conrad Findlay en coach George Yeomans Pocock, zittend stuurman Kurt Seiffert

## Resultaten
- Olympische Zomerspelen 1956 in Melbourne  in de twee-met-stuurman
- Olympische Zomerspelen 1960 in Rome  in de twee-met-stuurman
- Olympische Zomerspelen 1964 in Tokio  in de twee-met-stuurman
- Olympische Zomerspelen 1976 in Montreal  in de tempest

1900: François Brandt & Roelof Klein ·
1920: Ercole Olgeni & Giovanni Scatturin & Guido de Filip ·
1924: Édouard Candeveau & Alfred Felber & Émile Lachapelle ·
1928: Hans Schöchlin & Karl Schöchlin & Hans Bourquin ·
1932: Joseph Schauers & Charles Kieffer & Edward Jennings ·
1936: Gerhard Gustmann & Herbert Adamski & Dieter Arend ·
1948: Finn Pedersen & Tage Henriksen & Carl Ebbe Andersen ·
1952: Raymond Salles & Gaston Mercier & Bernard Malivoire ·
1956: Arthur Ayrault & Conn Findlay & Armin Kurt Seiffert ·
1960: Bernhard Knubel & Heinz Renneberg & Klaus Zerta ·
1964: Edward Ferry & Conn Findlay & Henry Kent Mitchell ·
1968: Primo Baran & Renzo Sambo & Bruno Cipolla ·
1972: Wolfgang Gunkel & Jörg Lucke & Klaus-Dieter Neubert ·
1976: Harald Jährling & Friedrich-Wilhelm Ulrich & Georg Spohr ·
1980: Harald Jährling & Friedrich-Wilhelm Ulrich & Georg Spohr ·
1984: Carmine Abbagnale & Giuseppe Abbagnale & Giuseppe Di Capua ·
1988: Carmine Abbagnale & Giuseppe Abbagnale & Giuseppe Di Capua ·
1992: Jonathan Searle & Gregory Searle & Garry Herbert